# Tarot divinatoire
Pour les articles homonymes, voir tarot (homonymie).
 (mai 2010).

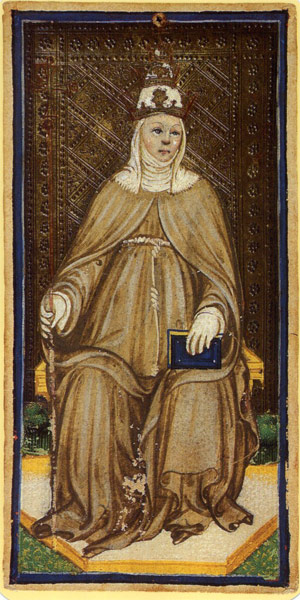
La Papesse, arcane majeur du tarot Visconti.

Le tarot divinatoire est un art divinatoire qui utilise les cartes du tarot de Marseille ou sous d'autre forme comme le tarot des anges ou tarot des égyptiens. Il s'agit d'une forme de cartomancie. C'est l'art de tirer les cartes, les tarots.
L'interprétation des cartes de tarot – comme oracle ou dans le cadre d'une approche plus psychologique – est parfois désignée par des néologismes, comme « tarologie ».
Cette pratique repose sur un ensemble de croyances, propres à l'occultisme, quant à l'existence de forces mystérieuses ou de liens invisibles entre les choses. Dans le milieu occultiste, de nombreuses théories attribuent à l'usage divinatoire des cartes de tarot, comme aux cartes elles-mêmes, des origines mythiques très diverses : Égypte ancienne, Bohémiens, etc..
Historiquement, la plus ancienne trace connue de l'approche des cartes de tarot comme instrument d'interprétation apparaît à Bologne dans la première moitié du XVIIIe siècle.
Un point marquant de son développement apparait vraisemblablement à la fin du XVIIIe siècle, dans l’œuvre d'Antoine Court de Gébelin immédiatement prolongée par Jean-Baptiste Alliette, dit « Etteilla », mais la source en est vraisemblablement italienne.
Au XIXe siècle, Eliphas Lévi développa une théorie qui, associant notamment les 22 cartes majeures (nommées « arcanes majeurs » à partir de 1863, en référence au lexique de Paracelse) aux 22 lettres de l'alphabet hébreu, est devenue la référence dans le milieu occultiste.
À partir du travail de Lévi, de nombreux jeux de tarot divinatoire ont été créés au tournant des XIXe et XXe siècles par différentes sociétés occultistes, essentiellement françaises et anglo-saxonnes, chacune désireuse de développer un jeu dont l'iconographie et la clé d'interprétation seraient conformes à sa doctrine.
Parmi les plus célèbres dérivés, on trouve le Tarot de Wirth, publié en 1889 par Stanislas de Guaïta et Oswald Wirth, et le Tarot Waite-Smith, publié en 1909 par Arthur Edward Waite et Pamela Colman-Smith.

## Histoire
L'usage divinatoire du tarot pourrait être daté de 1527 avec la parution du Chaos del Tri per uno, essai littéraire de lecture divinatoire avec les cartes de tarot de Teofilo Folengo écrit sous le pseudonyme de Merlin Cocai. Toutefois cette source est isolée et encore sujette à débats.
C'est à la fin du XVIIIe siècle à Bologne en Italie qu'est attesté un des premiers documents connus avec la liste de cartes du tarot et leurs significations divinatoires.
Le rayonnement du tarot divinatoire fondé sur le tarot de Marseille ou le tarot de Besançon prend son essor en France avec Antoine Court de Gébelin à la fin du XVIIIe siècle, en pleine période des Lumières. L'approche moderne des cartes de tarot comme instrument d'interprétation (essentiellement divinatoire) prend sa source dans l’œuvre de cet érudit protestant célèbre à l’époque avec son Monde Primitif.
Son travail est repris et réinterprété dans les livres de Jean-Baptiste Alliette, dit « Etteilla », occultiste du XVIIIe siècle qui, penché sur la cartomancie, décide de restituer aux cartes de tarot ce qu'il estime être leur forme primitive, il en remodèle l'iconographie et il le baptise « Livre de Thot ».
Plus tard, Eliphas Lévi dénonce les erreurs d'Etteilla en affirmant que les 22 Triomphes correspondent aux 22 lettres de l'alphabet hébreu mosaïque, un rapprochement déjà fait dans l'ouvrage de Court de Gébelin sous la plume du C. de M.
L'étude de Lévi, plus profonde et complexe, devient ainsi la plus importante référence de l'occultisme moderne.
Les théories de Lévi sont reprises par de nombreuses confraternités occultistes (en particulier dans l'Ordre Kabbalistique de la Rose-Croix avec Oswald Wirth, Gerard « Papus » Encausse) et chacune d’entre elles réalise de nouvelles cartes de tarot conformes à sa propre philosophie.
Les différents courants, qui dérivent globalement tous des travaux de Court de Gébelin, sont à l'origine des variations qu'on connait dans les cartes. On trouve ainsi Etteilla et son tarot influencé par l'Égypte, les cartes de tarot d'Oswald Wirth, de Robert Falconnier ceux de la Golden Dawn qui se retrouvent dans celui de E.A. Waite et Pamela Colman-Smith ou d'Aleister Crowley, etc..
Toutes ces cartes reprennent la structure du tarot de Marseille tel qu'il existait en France depuis le XVIIe siècle au moins. Le tarot de Marseille est presque à l'origine de tous les jeux de cartes que nous connaissons aujourd'hui.

## Description
La totalité des jeux de tarot utilisés dans les pratiques d'interprétation du tarot se fondent sur le tarot de Marseille, on trouve des variantes dans l'ordre des atouts dans les tarots anciens comme dans les tarots modernes, de même que des variations iconographiques plus ou moins profondes.
Globalement, on peut distinguer trois tendances : les tarots dont les cartes numérales reprennent des motifs similaires aux cartes à enseigne italienne (avec des variations dans les symboles) d'une part, d'autre part ceux dont les cartes numérales sont illustrées, tradition principalement anglo-saxonne qui se fonde sur le tarot de Waite, et enfin une troisième tendance qui ne se compose que d'une série d'atouts avec le Mat ou son dérivé (par exemple chez Falconnier).
Depuis 1863 et à la suite de Paul Christian, nombre d'occultistes divisent les cartes en deux groupes en utilisant le terme « arcane » de Paracelse pour désigner les cartes : les cartes d'atouts sont désignées par le terme « arcanes majeurs », et les autres cartes, cartes de points dites « numérales » et « figures » ou « honneurs », sont désignées comme « arcanes mineurs ».

### Les Triomphes ou Atouts dits «arcanes majeurs»
C'est la cinquième bande qui distingue les jeux de cartes de tarot des autres jeux de cartes à enseignes latines à quatre couleurs. Historiquement nommés « triomphes », ils deviennent « atouts » pour le jeu. Ils sont au nombre de 22. Ils étaient historiquement numérotés en numération romaine à la façon du Moyen Âge comme reproduit ci-dessous. Certains jeux plus modernes usent de la numération romaine normale ou de chiffres arabes.

#### Le tarot de Marseille
| I. Le Bateleur (ou le Magicien) II. La Papesse (ou la Grande Prêtresse) III. L'Impératrice IV. L'Empereur V. Le Pape (ou le Hiérophante) VI. L'Amoureux (ou Les Amoureux dans les versions anglophones) VII. Le Chariot VIII. La Justice IX. L'Ermite X. La Roue de Fortune XI. La Force | XII. Le Pendu XIII. L'Arcane sans nom/« La Mort » XIV. Tempérance XV. Le Diable XVI. La Maison Dieu (ou la Tour) XVII. L'Étoile XVIII. La Lune XIX. Le Soleil XX. Le Jugement XXI. Le Monde XXII. Le Mat / 0 - (ou le fou) |

Le Mat (ou le Fou) est sans nombre (chez Oswald Wirth il n'est pas numéroté, mais il est associé à Shin, la 21e lettre de l'alphabet hébreu) ; pour beaucoup d'auteurs, il se range avec les autres triomphes, c'est ainsi qu'il était classé historiquement dans la pratique du jeu, d'autres auteurs le classent soit avec les cartes numérales et les honneurs, soit à part de toutes les autres cartes.
En tant qu'atout, il se voit affecter la valeur 22 ou zéro selon la convention choisie. Parfois encore Le Mat est classé au 21e rang, Le Monde étant alors au 22e, c'est l'ordre adopté par l'auteur anonyme (en fait Valentin Tomberg) de l'ouvrage Méditations sur les 22 arcanes majeurs du Tarot.
La convention de numération romaine diffère du Rider-Waite. Celle-ci est aussi présente sur les cadrans d'horloge (le « quatre horloger ») et a souvent été utilisée au Moyen Âge.

#### Le tarot Rider-Waite
| 0 Le fou (The Fool) I. Le Magicien (The Magician) II. La Grande Prêtresse (The High Priestess) III. L'Impératrice (The Empress) IV. L'Empereur (The Emperor) V. Le Hiérophante (The Hierophant) VI. Les Amoureux (The Lovers) VII. Le Chariot (The Chariot) VIII. La Force (Strength) IX. L'Ermite (The Hermit) X. La Roue de Fortune (The Wheel Of Fortune) XI. La Justice (Justice) | XII. Le Pendu (The Hanged Man) XIII La Mort (Death) XIV. Tempérance (Temperance) XV. Le Diable (The Devil) XVI. La Tour (The Tower) XVII. L'Étoile (The Star) XVIII. La Lune (The Moon) XIX. Le Soleil (The Sun) XX. Le Jugement (Judgement) XXI. Le Monde (The World) |

Le Fou, contrairement au Mat du tarot de Marseille qui n'est généralement pas numéroté, prend le chiffre 0, et « La Force » a comme chiffre VIII et « La Justice » XI.

#### Le tarot des Égyptiens
| I. Le Chaos II. La Lumière III. Les Plantes IV. Le Ciel V. Le Monde VI. Les Astres VII. Les Oiseaux et Les Poissons VIII. Le Repos IX. La Justice X. La Tempérance XI. La Force | XII. La Prudence XIII. Le Grand Prêtre XIV Le Démon XV. Le Devin XVI. Le Jugement XVII. La Mort XVIII. L'ermite XIX. L'Ecroulement XX. La Roue XXI. Le Tyran LXXVIII. L'Alchimiste |

### Le Tarot des Anges
Le Tarot des Anges est une variante contemporaine du tarot divinatoire, conçue pour offrir une approche douce et bienveillante de la guidance spirituelle. Combinant l’art traditionnel du tarot avec les énergies angéliques, ce jeu se distingue par son accent sur la compassion, l’amour et la lumière. Il est souvent utilisé comme outil de réconfort et de réflexion personnelle, en établissant une connexion symbolique avec les anges.
Origines et développement
Le Tarot des Anges a été popularisé dans les années 2000 par des figures comme *Doreen Virtue*, une auteure spécialisée dans les enseignements angéliques.
```
Contrairement aux jeux de tarot classiques, souvent perçus comme complexes ou mystiques, le Tarot des Anges est conçu pour transmettre des messages de soutien et de protection, souvent associés à des archanges spécifiques. Les anges, considérés comme des messagers divins dans de nombreuses traditions spirituelles, trouvent ici une place centrale en tant que guides bienveillants. Ce jeu, bien que moderne, s’inscrit dans une tradition ancienne de divination tout en adaptant son symbolisme à des pratiques plus spirituelles et introspectives.
```

Structure et spécificités
Les archanges jouent un rôle central dans le Tarot des Anges. Chaque archange a des qualités spécifiques et des domaines d'expertise.

Arcanes majeurs : Associés à des archanges comme Michaël (protection), Raphaël (guérison) ou Gabriel (communication), ces cartes portent des messages de guidance et d’éveil spirituel.
Arcanes mineurs : Divisés en quatre suites (Feu, Eau, Air et Terre), elles reflètent différents aspects de la vie quotidienne. Ces suites peuvent être adaptées pour incorporer des thèmes angéliques ou spirituels.
Utilisation et interprétation
Le Tarot des Anges est accessible à tous, y compris à ceux qui débutent en divination. Il est souvent utilisé pour :
Obtenir des conseils personnels : Grâce à des tirages simples comme le tirage à une carte ou le tirage à trois cartes.
Rechercher du réconfort : Les messages véhiculés sont conçus pour être positifs et encourageants.
Explorer la spiritualité : En s’appuyant sur les archanges pour guider les réflexions.
Symbolisme et impact
Les cartes du Tarot des Anges se distinguent par des illustrations lumineuses et des messages axés sur la sérénité et la clarté. Les symboles les plus courants incluent :
Les ailes : Représentant la protection et la liberté spirituelle.
La lumière : Symbole de clarté et de guidance divine.
Les couleurs : Chaque teinte véhicule une énergie spécifique (ex. : bleu pour la communication, violet pour la sagesse).
Importance dans la vie quotidienne
Le Tarot des Anges est utilisé pour divers aspects de la vie quotidienne :
Clarification des décisions importantes : En apportant une perspective spirituelle sur des choix de vie.
Réconfort émotionnel : En aidant à surmonter les périodes de stress ou de confusion.
Développement personnel : En explorant des thèmes comme la confiance en soi ou la résilience émotionnelle.

### Les cartes numérales et figures, dites «arcanes mineurs»
Ce sont les cartes « habituelles » qu'on retrouve dans le jeu de cartes à enseignes latines standards, réparties en quatre couleurs ou séries : le denier (ou l'écu), le bâton, l'épée, la coupe.
Chaque couleur ou série compte 14 cartes : l'As, les neuf nombres, le Valet, le Cavalier (ou le Chevalier), la Reine et le Roi. Les tarots de tradition anglo-saxonne - principalement des déclinaisons du tarot d'A.E Waite et Pamela Colman-Smith, dit tarot Rider-Waite - remplacent les deniers par des pentacles.
Certains jeux remplacent les figures.
Dans certains jeux de cartes de tarot, les cartes numérales sont absentes (chez Oswald Wirth par exemple) ou moins nombreuses comme dans le tarocchino de Mitelli.
Selon de nombreux systèmes de correspondances, les couleurs sont associées avec les quatre éléments, on trouve par exemple chez certains auteurs les associations Bâton/Feu, Coupe/Eau, Épée/Air et Denier/Terre (tarot des Égyptiens), mais pour d'autres on aura Bâton/Terre, Coupe/Air, Épée/Feu, Denier/Eau. On trouve également ces couleurs dans le jeu de l'Aluette ou dans les cartes à enseignes espagnoles (naipes) également produites par les cartiers qui créèrent les tarots dits aujourd'hui « de Marseille ».

### Tirage
La pratique de la taromancie s'effectue suivant divers protocoles variables suivant les pratiquants et les consultants. En général ce protocole contient trois phases :
1. mélange des cartes, en général suivi d'une coupe ;
2. disposition sur la table des arcanes (cartes) et sélection d'un certain nombre suivant le tirage (de 3 allant à tous les arcanes) ;
3. interprétation.

Dans le cadre d'un tirage entre deux personnes, chaque phase peut être réalisée par le consultant ou par le taromancien, suivant que ce dernier autorise ou non le consultant à intervenir dans certaines manipulations des cartes de plus, certains tirage demandent à ce qu'on retire la carte représentant l'homme ou celle de la femme en fonction du consultant.
Il est également possible de « se tirer les cartes » pour soi, pour répondre à une question ou comme support de méditation. Il existe plusieurs niveaux d'interprétation qui vont du plus matériel au très symbolique.
Il existe beaucoup de méthodes de tirage des cartes divinatoires. Un type de tirage couramment rencontré est le tirage en croix ou la réponse de Thot qui s'effectue habituellement avec les arcanes majeurs. Il comporte 4 cartes disposées en croix qui permettent de peser le pour, le contre et d'apporter une réponse au consultant.
Dans le tirage en croix la carte de gauche représente le consultant, la carte de droite ce qui lui fait face (circonstances ou personnes externes), la carte située en haut identifie le problème à régler, la carte en bas donne le résultat ; une cinquième carte dite de synthèse peut être tirée en additionnant les valeurs numériques des 4 cartes par la « réduction théosophique ». (Ex : 42. 4 + 2 = 6). Si jamais la synthèse est une carte qui se trouve déjà dans le tirage, on extrait la valeur numérique de cette carte et on refait la réduction théosophique.
Une autre méthode est le tirage en ligne, qui ne met en jeu que les arcanes majeurs. Le tirage est alors composé de 3 à 5 cartes déposées, chaque carte devant représenter soit le passé, le présent, le futur, la personne, ses motivations ou encore la réponse à celles-ci. Ce tirage est souvent le plus simple et est très souvent représenté dans les films ou séries tels que Charmed ou La Princesse et la Grenouille.
D'autres types de tirages comportant davantage de cartes permettent d'obtenir une vision globale de l'avenir du consultant, tel le tirage des maisons astrologiques (12 cartes, une pour chaque maison) ou le tirage anniversaire (une carte par mois).
Il existe notamment une méthode qui utilise 10 cartes et qui nécessite les arcanes mineurs et majeurs : les 5 premières cartes sont disposées en croix grecque avec la seconde carte posée sur la première, décalée à 90°. Les quatre autres cartes sont disposées en ligne verticale à droite de la croix du bas vers le haut :
- la première carte, au centre de la croix, symbolise le consultant lui-même et l'état dans lequel il se trouve ;
- la seconde carte, sur le consultant, est le problème auquel le consultant est confronté ;
- la troisième carte, à gauche, est le passé du consultant ;
- la quatrième carte, à droite, est la future situation du consultant ;
- la cinquième carte, au-dessus, symbolise l'atmosphère de la situation ;
- la sixième carte, en dessous, représente les motivations profondes et insoupçonnées du consultant ;
- la septième carte, en bas à droite est la personne ; c'est une personne qui interfère dans la vie du consultant, cela peut être quelqu'un dont il a déjà été question dans les 6 premières cartes, quelqu'un d'inconnu ou non ;
- la huitième carte symbolise le regard des autres sur notre action et ce qu'ils vont en penser ;
- la neuvième carte représente les peurs du consultant qui l'empêchent d'arriver à son épanouissement ;
- la dixième carte est la conclusion.

Le Jeu de la Reine : Étendre, sans regarder, cinq cartes sur la table. En choisir vingt-quatre autres et demander au consultant de les mélanger et de couper de la main gauche. Retourner les cinq premières cartes : la première évoque le présent ; la deuxième le destin qui accompagne le consultant tout au long de sa vie ; la troisième symbolise l'amour ; la quatrième la famille ; la cinquième la position sociale.
Puis partant de la carte se trouvant au-dessus du paquet de vingt-quatre cartes, répartir successivement quatre cartes sur chacune des cinq cartes retournées.
Les quatre cartes se trouvant sur la première des cinq indiquent ce qu'il advient du présent ; celles qui se trouvent sur la deuxième carte prédisent l'avenir ; celles qui se trouvent sur la troisième concernent l'amour ; celles qui se trouvent sur la quatrième évoquent la famille ; celles qui se trouvent sur la cinquième indiquent la position sociale.
Les quatre cartes restant, après cette distribution, se découvrent en dernier : les deux premières d'entre elles concernent l'imprévu, les deux autres la chance.